# Jozef Božetech Klemens
Jozef Božetech Klemens o Clemens (Liptovský Mikuláš, 8 marzo 1817 – Vienna, 17 gennaio 1883) è stato un pittore, scultore, inventore e naturalista slovacco.

## Biografia
Nacque a Liptovský Mikuláš, nel distretto di Vrbica, a quel tempo chiamato Hušták. Secondo il resoconto del battesimo nel registro, fu battezzato il 28 marzo (senza indicazione della data di nascita); i genitori sono registrati come «Joseph Klement» e «Sophia Kovalszky» e al battesimo gli fu dato solo il nome Joseph. Nel 1837, su presentazione di Gašpar Fejérpataky-Belopotocký e su invito di K. S. Amerling e V. Štulec, fu accettato per un periodo di prova presso l'Accademia di Belle Arti di Praga, in cui dal 1838 al 1843 fu studente regolare, che frequentava le lezioni di scienze naturali e tecniche. Nel 1846 proseguì gli studi nella scuola secondaria, superò gli esami magistrali di scienze naturali, ceco e tedesco per il ginnasio, e nel 1855-1856 anche per le scuole secondarie superiori.
Durante gli studi insegnò a Praga, dal 1843 fu impiegato in Orava, e nella regione di Šariš, operò nell'associazione Tatrín, dove realizzò ritratti di diversi artisti slovacchi. Dal 1856 fu insegnante di disegno a Žilina, dal 1863 supplente e dal 1873 professore ordinario di scienze naturali e disegno al ginnasio cattolico di Banská Bystrica. Insieme a Peter Michal Bohúň, figura centrale delle arti figurative nel periodo del Risorgimento slovacco, fu iniziatore di una specifica linea di arte slovacca. Ha coniugato la sua espressione artistica basata sul classicismo con elementi romantici. La sua importanza artistica è principalmente nella ritrattistica, nella fase successiva il suo sviluppo artistico si arrestò e fu influenzato dal nazarenismo. Dipingeva composizioni religiose, le ripeteva senza un approccio creativo.
Durante il suo soggiorno a Praga è stato incuriosito dalla scoperta della dagherrotipia e il suo primo laboratorio ceco chiuse per difficoltà finanziarie. Il suo interesse per le scienze tecniche lo portò nel 1862 a elaborare una proposta per la macchina tipografica, i cui disegni inviò a una mostra a Londra. A partire dalla seconda metà degli anni 1870 tentò di costruire un motore a vapore, basato sul principio della propulsione ad aria calda: la costruzione della macchina non gli permise però di ottenere un brevetto. Era anche interessato alla geologia: nel 1854 scoprì con P. Árvaj un giacimento di carbon fossile e di marmo colorato. Si dedicò anche alla botanica.
Fu membro fondatore della Matice česká e della Matica slovenská. Dal 1858 fu membro dell'Imperialregio istituto geologico a Vienna, dal 1862 membro della Società ungherese di scienze naturali a Pest e dal 1869 membro del dipartimento di geologia naturale della Matica slovenská. Possedeva una delle più grandi collezioni di minerali in Slovacchia. Le sue opere sono nelle collezioni della Galleria nazionale slovacca di Bratislava, nella Galleria nazionale di Praga e nel Museo della Città di Praga. Morì in un ospedale nel quartiere di Alservorstadt a Vienna. La causa della morte è registrata come "Blasenstein", cioè calcoli urinari.

## Opere
- Ritratto del centurione Burian (disegno a matita, 1838)
- Ritratto di J. K. Tylo (disegno a matita, 1841)
- Ritratto di Andrej Sládkovič (olio, 1872)
- Ritratto di Ľudovít Štúr (olio, 1873)
- Ritratto di Andrej Zipser, naturalista, direttore delle scuole femminili di Banská Bystrica (olio, 1876)
- Ritratto di Ľudovít Turzo-Nosický, avvocato di Banská Bystrica (olio, 1876)